# Починок (Назаровское сельское поселение)
Почи́нок -  деревня Шашковского сельского округа в Назаровском сельском поселении Рыбинского района Ярославской области .
Деревня расположена на автомобильной дороге Рыбинск-Тутаев, следующей по левому берегу Волги, на левом берегу небольшой реки Талица, впадающей в Волгу (Горьковское водохранилище) примерно через 2 км. На противоположном, правом берегу Талицы расположена деревня Погорелка. На том же берегу Талицы, но в 500 м выше по течению расположена небольшая деревня Кузьминское, от Починка туда ведёт просёлочная дорога .
На 1 января 2007 года в деревне постоянных жителей не числилось . Почтовое отделение Ераково, которое находится на той же автомобильной дороге на расстоянии 2 км в сторону Рыбинска, обслуживает в деревне Починок 4 дома .